# Uttedius Honoratus
Uttedius Honoratus (sein Praenomen ist nicht bekannt) war ein im 2. Jahrhundert n. Chr. lebender römischer Politiker.
Durch ein Militärdiplom ist belegt, dass Honoratus am 22. Dezember 144 Statthalter der Provinz Mauretania Tingitana war. In einer Inschrift, die auf den 28. Oktober 144 datiert ist, wird er als clarissimus vir bezeichnet.